# Bohdan Hrehorowicz Siellicki
Bohdan Hrehorowicz Sielicki (Siedlecki) herbu Korczak (zm. przed 20 lipca 1581 roku) – sędzia ziemski mścisławski w latach 1566-1577, chorąży mścisławski od 1559 roku, sędzia zamkowy w 1559 roku, poborca na Wołyniu w 1590 roku.
Poseł na sejm 1570 roku z województwa mścisławskiego.
Był wyznawcą prawosławia.